# Гібралтарська скеля
Гібралтарська скеля (англ. Rock of Gibraltar) —- монолітна вапнякова скеля висотою 426 метрів, розташована в південній частині Піренейського півострова, у Гібралтарській протоці. Скеля знаходиться на території Гібралтару, заморської території Великої Британії. Відома як один з Геркулесовіх стовпів, про що свідчить пам'ятка в південній частині скелі. Північноафриканським стовпом є або гора Ачо в Сеуті, або гора Джебель-Муса, яка розташована на території Марокко.
Скала також має назву гора Таріка, Джебель-ат-Тарік (Djebel al-Tarik) на честь арабського полководця Таріка ібн Зіяда, від імені якого походить назва Гібралтару. Верхня частина гори виділена в заповідник, в якому мешкає близько 250 маготів — єдиного виду диких приматів у Європі. Мавпи та лабіринт тунелів привертають велику кількість туристів щороку.
Гібралтар не є найпівденнішою точкою Європи, це є мис Маррокі, за 25 км на південний захід від Гібралтару. Гібралтар омивається Середземним морем і не має контакту з Атлантичним океаном.

## Географія і геологія
Гібралтарська скеля утворилася в юрський період, близько 200 млн років тому, в результаті зіткнення Африканської і Євразійської тектонічних плит. Середземне море при цьому стало озером і з плином часу практично висохло (Мессінська криза). Води Атлантичного океану згодом пробили Гібралтарську протоку і затопили Середземномор'я. Гібралтарська скеля є частиною гірського хребта Кордильєра-Бетіка, розташованого на південному сході Іберії.
На початок XXI століття скеля утворює півострів, що видається в протоку приблизно на 5 км від південного узбережжя Іспанії. З півночі скеля різко здіймається над рівнем моря до висоти 411,5 м, де розташована батарея Рок-Ган. Східна частина скелі уривається кручами до піщаних схилів, які утворилися в період зледеніння. На цій частині скелі в 1903 році була побудована система збору води, яка потім по каналах подається на два заводи з опріснення та очищення Зроблено це було для постачання небагатого природними джерелами води Гібралтару. На пологому західному схилі гори розташовується заповідник і саме місто.
Кальцити, з яких складається вапняк, повільно розмиваються водою, і з плином часу в ньому утворюються печери. Тому в Гібралтарській скелі є більше 100 печер, найбільша з яких — Печера Святого Михайла — розташована на західному схилі гори і часто відвідується туристами.
Печера Ґорама, яка знаходиться на рівні моря на крутішій східній частині скелі, примітна тим, що археологи виявили в ній свідчення перебування неандертальців близько 30 тисяч років тому.

## Історія та укріплення

### Мавританський замок

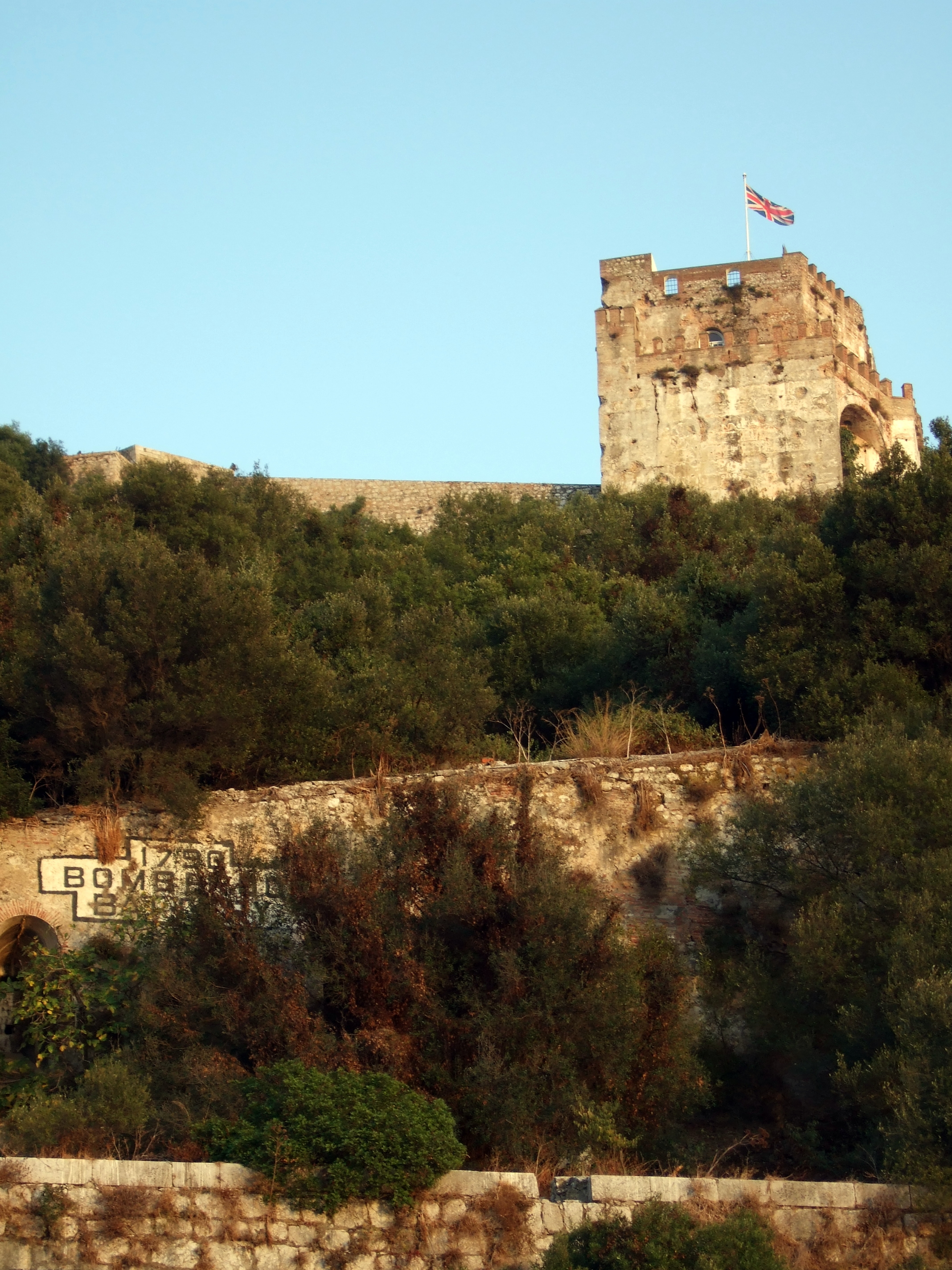
Мавританський замок з прапором Великої Британії

Мавританський замок — спадщина окупації Піренейського півострова маврами, яка тривала 710 років. У 711 році, подолавши протоку і зайнявши стратегічну висоту, бербери на чолі з Тарік ібн Зіядом побудували на північній частині скелі фортецю, назвавши її на честь ватажка «Джебель-ат-Тарік». Надалі укріплення було використано для подальшого просування вглиб Європи і лише у 1462 півострів було відвойовано іспанцями знову, цього разу на 250 років. Фортеця була добре укріплена, і берберські пірати не змогли прибрати до рук таку важливу висоту.

### Галереї
Унікальною особливістю скелі є система підземних тунелів, довжина яких перевищує 50 км. У 1704 в ході війни за іспанську спадщину англійські війська під проводом адмірала Джорджа Рука захопили Гібралтар, після чого у 1713 було підписано Утрехтський договір, який визнає півострів володінням англійської корони. Згодом іспанці безліч разів намагалися повернути собі півострів, штурмуючи фортецю. У чотирнадцяту за рахунком облогу, що отримала назву Великої облоги Гібралтару і тривала з 1779 по 1783 рік, в скелі було викопано перший тунель. Командувач гарнізоном Джордж Август Еліотт вирішив вести вогонь по іспанським батареям, що стоять на рівнині перед північною частиною скелі. Для сполучення батареї Вілліса з виїмкою на північному фасаді скелі (де планувалося встановити гармати) було прорито тунель, який спочатку не мав амбразур, але отвори для вентиляції відмінно підходили для ведення вогню.
Галереї, які в наш час показують туристам, є подальшим розвитком цієї ідеї. Їх закінчили у 1797, прорив 304 метри тунелів і залів. З амбразур відкривається унікальний вид на Гібралтарську затоку, перешийок і територію Іспанії.

### Друга світова війна
З початком Другої світової війни у 1939 році цивільне населення було евакуйовано, і Гібралтар було укріплено для захисту від нападу. До 1942 року на скелі було розміщено більше 30 тис. британських солдатів, моряків і льотчиків. Система тунелів була розширена, і скеля перетворилася на ключову точку оборони мореплавства в Середземному морі.
У лютому 1997 року англійці розсекретили план, званий операція «Трейсер», згідно з яким в глибині скелі була завчасно розміщена спеціальна група військовослужбовців з 6 чоловік на випадок захоплення Гібралтару нацистами. В її завдання входило збирання інформації про переміщення противника і передача її по радіо. Група провела в ізоляції два з половиною роки, і лише коли стало ясно, що напад навряд чи відбудеться, їм дозволили повернутися до звичайного життя.